# Phenylacetone
Phenylacetone là một hợp chất hữu cơ có công thức hóa học C6H5CH2COCH3. Đây là một loại dầu không màu, hòa tan trong dung môi hữu cơ. Chất này được sử dụng trong sản xuất methamphetamine và amphetamine, nó thường được biết đến là P2P. Do sử dụng bất hợp pháp trong hóa học, chất này đã được xác nhận là một chất bị kiểm soát trong Bảng II ở Hoa Kỳ vào năm 1980. Ở người, phenylacetone xảy ra như một chất chuyển hóa của amphetamine và methamphetamine của quá trình oxy hóa qua trung gian FMO3.